# Parco nazionale Nxai Pan
Il parco nazionale Nxai Pan è un parco nazionale del Botswana, istituito nel 1971.
Il parco ricade all'interno dell'Area di conservazione transfrontaliera Okavango-Zambesi.

## Territorio
Il parco, che ha una estensione di 2576 km², comprende le saline di Nxai Pan, Kgama Kgama Pan e Kudiakam Pan, facenti parte del complesso di Makgadikgadi Pan. Confina a sud con il Parco nazionale Makgadikgadi Pans, da cui lo separa la Autostrada A3, che collega Francistown a Maun.

## Flora

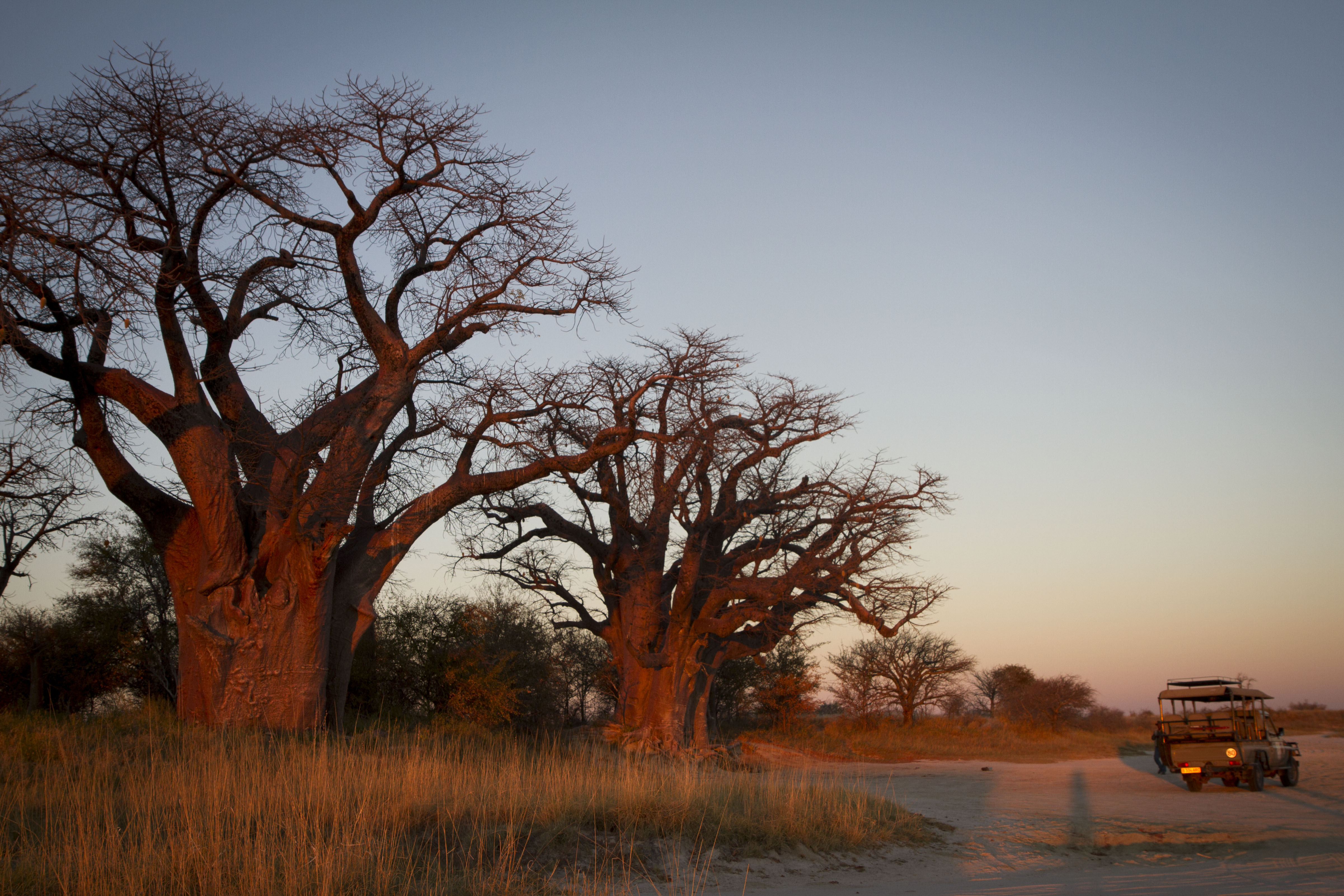
I Baobab di Baynes

Il paesaggio è punteggiato da sparsi aggregati di acacia ad ombrello (Acacia tortilis) e mopane (Colophospermum mopane). Durante la stagione delle piogge, da novembre ad aprile, l'arido paesaggio delle saline si trasforma in una prateria. Nella parte meridionale del Parco, ai margini dell'area di Kudiakam Pan, una salina per il resto priva di vegetazione macrofitica, si trova un gruppo molto scenografico di baobab, noti come i "baobab di Baines", dal nome dell'artista britannico Thomas Baines, che li immortalò in un suo acquerello del 1862.

## Fauna
Durante la stagione delle piogge la salina si ricopre di vegetazione ed attira grandi mandrie di zebre e gnu, cui si accompagnano presenze sparute di orice gazzella (Oryx gazella), antilope alcina (Taurotragus oryx) e alcelafo rosso (Alcelaphus buselaphus caama).